# 比格比瓦利 (密西西比州)
比格比瓦利（英語：Bigbee Valley）是位於美國密西西比州諾克蘇比縣的非建制地區。當地於1900年時有人口75人。

## 地理
比格比瓦利所處的海拔為高於海平面48米（即157英呎），而該地所採用的時區為UTC-6，即北美中部時區（CST）。同時該地設有夏令時間，為UTC-6調快一小時，即UTC-5（CDT）。